# H. D. Kumaraswamy

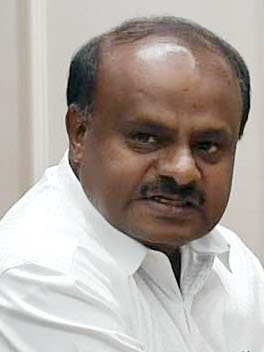
H. D. Kumaraswamy (2018)

H. D. Kumaraswamy (Haradanahalli Devegowda Kumaraswamy, Kannada: ಹೆಚ್.ಡಿ. ಕುಮಾರಸ್ವಾಮಿ; * 16. Dezember 1959 in Haradanahalli, Distrikt Hassan) ist ein indischer Politiker der Partei Janata Dal (Secular) (JD(S)). Er war 2006–2007 Chief Minister (Regierungschef) des Bundesstaates Karnataka. Vom 23. Mai 2018 bis 26. Juli 2019 hatte er erneut dieses Amt inne.

## Biografie

### Herkunft und Einstieg in die Politik
H. D. Kumaraswamy wurde am 16. Dezember 1959 im Dorf Haradanahalli im Distrikt Hassan im Süden Karnatakas geboren. Sein Vater ist der Politiker H. D. Deve Gowda, der 1994–1996 ebenfalls Chief Minister von Karnataka und 1996–1997 Premierminister Indiens war. Kumaraswamy ist Hindu und gehört zu den Vokkaliga, einer vor allem im Süden Karnatakas stark vertretenen Kaste, die neben den ebenfalls zahlenmäßig starken Lingayat eine wichtige Rolle in der von Kastenloyalitäten geprägten Politik Karnatakas spielt. Seine Ausbildung schloss Kumaraswamy mit einem Bachelor of Science in Bangalore ab. Nach seinem Abschluss stieg Kumaraswamy in das Filmverleihgeschäft ein. Anschließend machte er eine Karriere als Produzent in der Kannada-Filmindustrie. H. D. Kumaraswamy ist verheiratet und hat einen Sohn.
H. D. Kumaraswamy begann seine politische Karriere in der von seinem Vater H. D. Deve Gowda geführten Partei Janata Dal (JD). Bei der gesamtindischen Parlamentswahl 1996 wurde er für die JD aus dem Wahlkreis Kanakapura in die Lok Sabha (das Unterhaus des indischen Parlaments) gewählt. Bei der Neuwahl 1998 verlor er seinen Sitz aber wieder. Auch bei seiner Kandidatur für das Bundesstaatsparlament Karnatakas 1999 scheiterte Kumaraswamy. Im selben Jahr schloss er sich der Partei Janata Dal (Secular) (JD(S)) an, die sich unter seinem Vater H. D. Deve Gowda von der Janata Dal abspaltete und seitdem vor allem in Karnataka präsent ist.

### Chief Minister 2006 bis 2007
Bei der nächsten Bundesstaatswahl 2004 schaffte H. D. Kumaraswamy den Einzug in das Bundesstaatsparlamenty. Bei der Wahl ging die JD(S) als drittstärkste Partei hinter der hindunationalistischen Bharatiya Janata Party (BJP) und dem Indischen Nationalkongress hervor. Als Ergebnis bildeten Kongresspartei und JD(S) eine Koalitionsregierung mit dem Kongress-Politiker N. Dharam Singh als Regierungschef.
Anfang 2006 stieg die JD(S) unter der Führung H. D. Kumaraswamys aber aus der Koalition mit der Kongresspartei aus und schloss ein Regierungsbündnis mit der BJP. Es wurde abgemacht, dass H. D. Kumaraswamy für die erste und B. S. Yeddyurappa von der BJP für die zweite Hälfte der verbliebenen Legislaturperiode das Amt des Chief Ministers übernehmen sollte. Am 4. Februar 2006 wurde Kumaraswamy als Chief Minister vereidigt.
Als B. S. Yeddyurappa im Oktober 2007 in das Amt des Chief Ministers nachrücken sollte, weigerte sich Kumaraswamy aber zurückzutreten, was zum Bruch der Koalition führte. Am 8. Oktober 2007 reichte H. D. Kumaraswamy sein Rücktrittsgesuch beim Gouverneur Rameshwar Thakur ein, welcher daraufhin Karnataka unter President’s rule stellte. Zwischenzeitlich schienen die Differenzen zwischen BJP und JD(S) beigelegt, sodass B. S. Yeddyurappa am 25. November 2007 als Chief Minister Karnatakas vereidigt werden konnte. Letztlich zerstritten sich die beiden Parteien aber wieder, sodass Yeddyurappa bereits eine Woche später wieder zurücktreten musste und Karnataka erneut für ein halbes Jahr unter President’s rule gestellt wurde.

### Weitere politische Karriere
Aus der Neuwahl 2008 ging die BJP als Sieger hervor. H. D. Kumaraswamy zog erneut ins Bundesstaatsparlament ein. Ein Jahr später gab er seinen Sitz auf, nachdem er bei der indischen Parlamentswahl 2009 aus dem Wahlkreis Bangalore Rural in die Lok Sabha gewählt wurde.
Im Juli 2011 kam heraus, dass H. D. Kumaraswamy ebenso wie sein Nachfolger B. S. Yeddyurappa in einen größeren Korruptionsskandal um illegalen Bergbau in Karnataka verwickelt war. Eine unabhängige Kommission warf Kumaraswamy vor, während seiner Amtszeit als Chiefminister illegalerweise Schürflizenzen an zwei Bergbauunternehmen vergeben zu haben. Im Dezember 2011 wurde Kumaraswamy wegen der Korruptionsvorwürfe angeklagt.
2013 trat H. D. Kumaraswamy wieder bei den Bundesstaatswahlen in Karnataka an. Die Wahl ging für die JD(S) enttäuschend aus und endete mit einem Sieg der Kongresspartei. Kumawaswamy schaffte aber den Einzug ins Parlament und gab seinen Lok-Sabha-Sitz auf, um das Abgeordnetenmandat in Karnataka anzutreten. In dem neugewählten Parlament fungierte Kumaraswamy als Oppositionsführer. 2014 musste er das Amt des Oppositionsführers aber abgeben, nachdem die BJP durch den Wechsel einiger Abgeordneter zur größten Oppositionsfraktion aufgestiegen war.

### Chief Minister 2018 bis 2019
Bei der Wahl zum Parlament von Karnataka am 12. Mai 2018 gewann die BJP stark hinzu und wurde nach Mandaten stärkste Partei. Sie verfehlte jedoch die absolute Mehrheit und infolgedessen kam es zu einer Koalition aus Kongresspartei und JD(S), an deren Spitze Kumaraswamy als Chief Minister vereidigt wurde. Diese Koalition verlor jedoch durch den Rücktritt mehrerer Abgeordnete im Juli 2019 ihre parlamentarische Mehrheit und Kumaraswamy verlor auch eine Vertrauensabstimmung im Parlament, so dass er seinen Amtsverzicht erklärte und am 26. Juli 2019 durch B. S. Yeddyurappa als neuen Chief Minister abgelöst wurde.